# Ultreïa
 (août 2019).
Si vous disposez d'ouvrages ou d'articles de référence ou si vous connaissez des sites web de qualité traitant du thème abordé ici, merci de compléter l'article en donnant les références utiles à sa vérifiabilité et en les liant à la section « Notes et références ».
Ultreïa (du latín ultra — au-delà — et eia, interjection évoquant un déplacement) est une expression de joie du Moyen Âge, principalement liée au pèlerinage de Saint-Jacques-de-Compostelle.
C'est une expression que se lancent les pèlerins de Saint-Jacques-de-Compostelle dans les moments difficiles, et dont le sens peut être traduit par : « Aide-nous, Dieu, à aller toujours plus loin et toujours plus haut ». Dans cette formulation, on retrouve évidemment, les deux dimensions du Chemin : la dimension horizontale de l'être qui avance, et la dimension verticale qui permet de s'élever vers l'entité à laquelle on s'adresse.
Ce mot était associé à des chants médiévaux rapportés dans le Codex Calixtinus.
Plus récemment, ce cri est devenu le titre d'un chant contemporain, également connu sous le nom de « Chant des pèlerins de Compostelle », composé par Jean-Claude Benazet[réf. souhaitée]. Il se transmet tous les jours sur le chemin, notamment à l'abbaye de Conques ou à la messe du pèlerin à Santiago.

## Paroles de chants médiévaux
Herru Santiagu,

Got Santiagu,

E ultreia, e suseia,

Deus adiuva nos.

Unde laudes regi regum

solvamus alacriter,

Cum quo leti mereamur

vivere perhenniter.

Fiat, amen, alleluia,

dicamus solempniter

E ultreia esus eia

decantemus iugiter.

## Paroles du chant moderne
Tous les matins nous prenons le chemin, 

Tous les matins nous allons plus loin, 

Jour après jour, la route nous appelle, 

C’est la voix de Compostelle.

 

Ultreïa ! Ultreïa ! Et sus eia 

Deus adjuva nos !

 

Chemin de terre et chemin de Foi, 

Voie millénaire de l’Europe, 

La voie lactée de Charlemagne, 

C’est le chemin de tous les jacquets.

Ultreïa ! Ultreïa ! Et sus eia 

Deus adjuva nos ! 

Et tout là-bas au bout du continent, 

Messire Jacques nous attend, 

Depuis toujours son sourire fixe, 

Le soleil qui meurt au Finisterre.

Ultreïa ! Ultreïa ! Et sus eia 

Deus adjuva nos !
Traduction du refrain :
Aide-nous, Dieu, à aller toujours plus loin et toujours plus haut.

## Usages modernes y faisant référence
- La séquence d'un film documentaire qui montre l'apprentissage de ce chant par deux pèlerins japonais fut tourné le 29 mai 2003 à l'auberge Los Amigos del camino de santiago dans la ville d'Estella en Espagne.
- Le musicien-barde Luc Arbogast utilise et demande à son public de scander en cœur « Ultreïa ! » pendant le refrain de la chanson Stella Splendens.
- Ultreia est une entreprise de sécurité privée qui travaille notamment pour Éric Zemmour lors de sa campagne présidentielle en 2022 et pour la cathédrale Notre-Dame de Paris à partir de 2024[1].

## Sources et références
- (es) www.caminosantiagoencadiz.org Codex Calixtinus - Textos Diversos -  Aleluya en griego (Asociación de Amigos del Camino de Santiago en Cádiz)
- (la) la.wikisource.org Dum pater familias (Wikisource)